# Nicolas Defrêcheux
Pour les articles homonymes, voir Defrêcheux.
Nicolas Defrêcheux, né le 10 février 1825 à Liège où il meurt le 26 décembre 1874 , est secrétaire du rectorat de l'université de Liège, avant de devenir appariteur à la Faculté de médecine de cette même université. Il est aussi un écrivain et poète wallon de renom.

## Biographie
Élève doué, Defrêcheux entame des études au collège Saint-Quirin de Huy, avant de poursuivre à Liège et à Visé. Attiré par l'Université, il doit quitter des études d'ingénieur des mines pour subvenir aux besoins de sa famille, à la suite du décès de son père. Il exerce alors plusieurs métiers, dont celui d'employé aux établissements de la Société des Mines et Fonderies de Zinc de la Vieille-Montagne. Après son mariage, en 1851, il travaille dans la boulangerie de sa belle-famille.
En 1854, Nicolas Defrêcheux propose la publication d'un texte en wallon au Journal de Liège : Lèyîz-m' plorer, qui paraît le 23 juin, devient d'emblée un succès populaire. Ce texte raconte le désespoir d'un homme face à la mort de celle qu'il aimait. La chanson, rapidement mise en musique, est éditée à des tirages exceptionnels pour l'époque. Elle bouleverse le peuple et renouvelle soudainement la littérature wallonne, qui n'était encore le plus souvent une littérature circonstancielle. Elle devient un classique de la littérature wallonne et connaîtra plusieurs rééditions.
En 1856, Defrêcheux s'inscrit au concours de la Société philanthropique des Vrais Liégeois, à l'occasion du 25e anniversaire de règne de Léopold Ier. Il y propose L'avez-v' vèyou passer ?, un cråmignon dont l'écriture et le vocabulaire sont de grande qualité.
En 1860, il devient secrétaire du Recteur de l'université de Liège puis obtient le poste d'appariteur de la Faculté de Médecine. Il continue à composer et collabore aux Almanachs de Mathieu Laensbergh, dont il signe les parties wallonnes de 1857 à 1874. Il participe également au Dictionnaire des spots et proverbes de Joseph Dejardin.
C'est son succès qui encourage la création d'une Société littéraire entièrement dévouée à la cause littéraire wallonne : la Société liégeoise de littérature wallonne, qui deviendra plus tard Société de langue et de littérature wallonnes.
En 1861, son poème Mès deûs lingadjes traite du rapport complexe entre la langue française et la langue wallonne au cœur de la société liégeoise.
Il meurt dans la commune de Herstal, en 1874, à l'âge de 49 ans, à peine. Il est inhumé au Cimetière de Robermont à Liège.

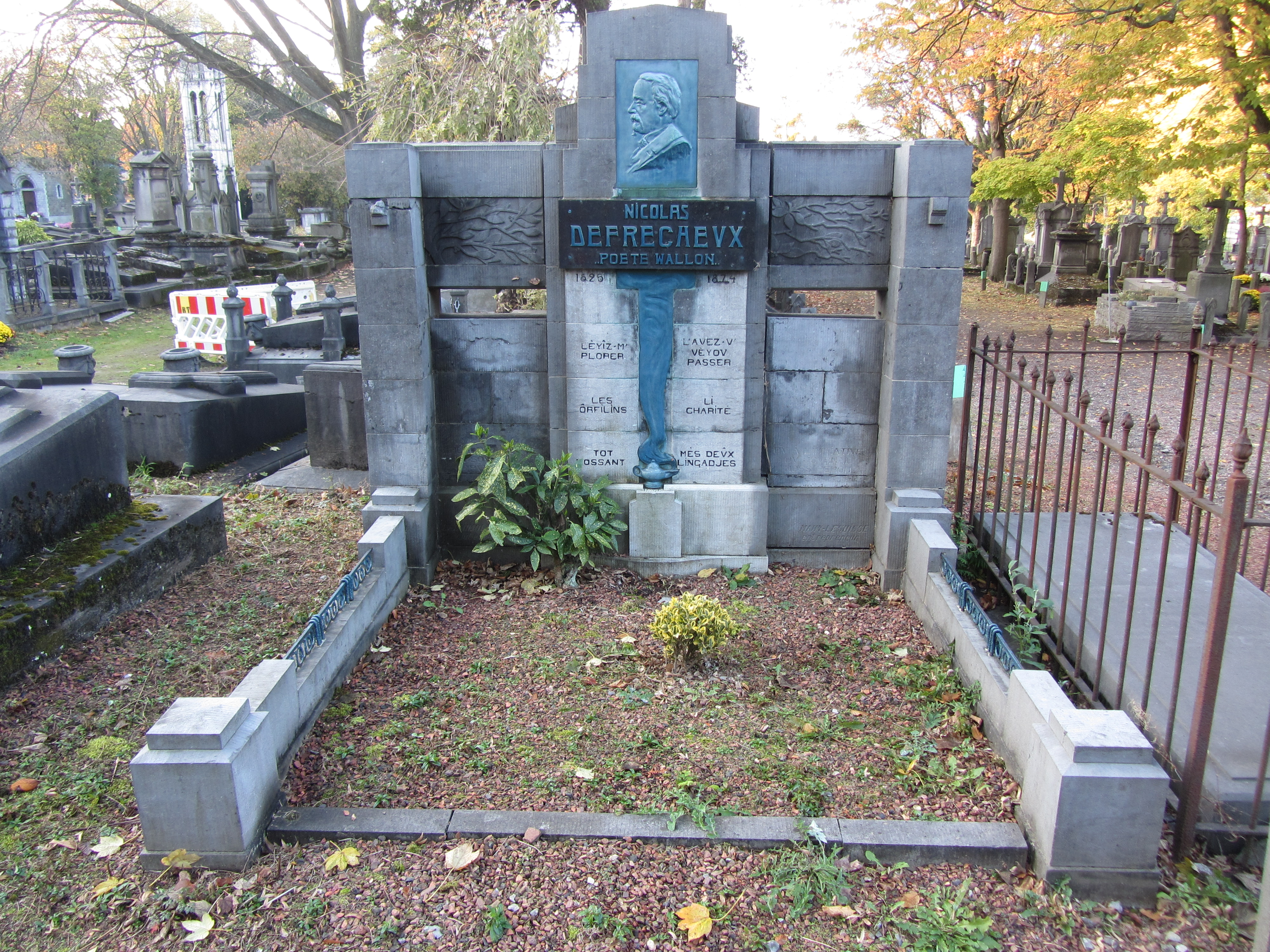
Tombe de Nicolas Defrêcheux au Cimetière de Robermont

## Œuvres imprimées
- Defrêcheux, Nicolas, Chansons wallonnes, Liège, M. Deboeur, 1855.
- Defrêcheux, Nicolas, Chansons wallonnes, Liège, F. Renard, 1860.

### Éditions posthumes
- Defrêcheux, Nicolas, Œuvres poétiques complètes, Liège, J. Gothier, 1877 (avec une eau-forte de Adrien de Witte).
- Defrêcheux, Nicolas, Chansons et poésies lyriques, [S.l.], [s.n.], 1895 (avec des illustrations de Auguste Donnay et Armand Rassenfosse).
- Defrêcheux, Nicolas, Œuvres complètes, Liège, H. Vaillant-Carmanne, 1925 (édité par Jean Haust et avec une eau-forte de Adrien de Witte, des dessins de Auguste Donnay, Armand Rassenfosse et Léon Defrecheux).

## Hommages

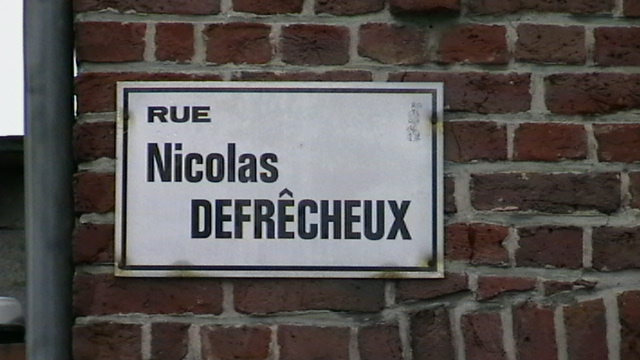
Rue Nicolas Defrêcheux à Herstal

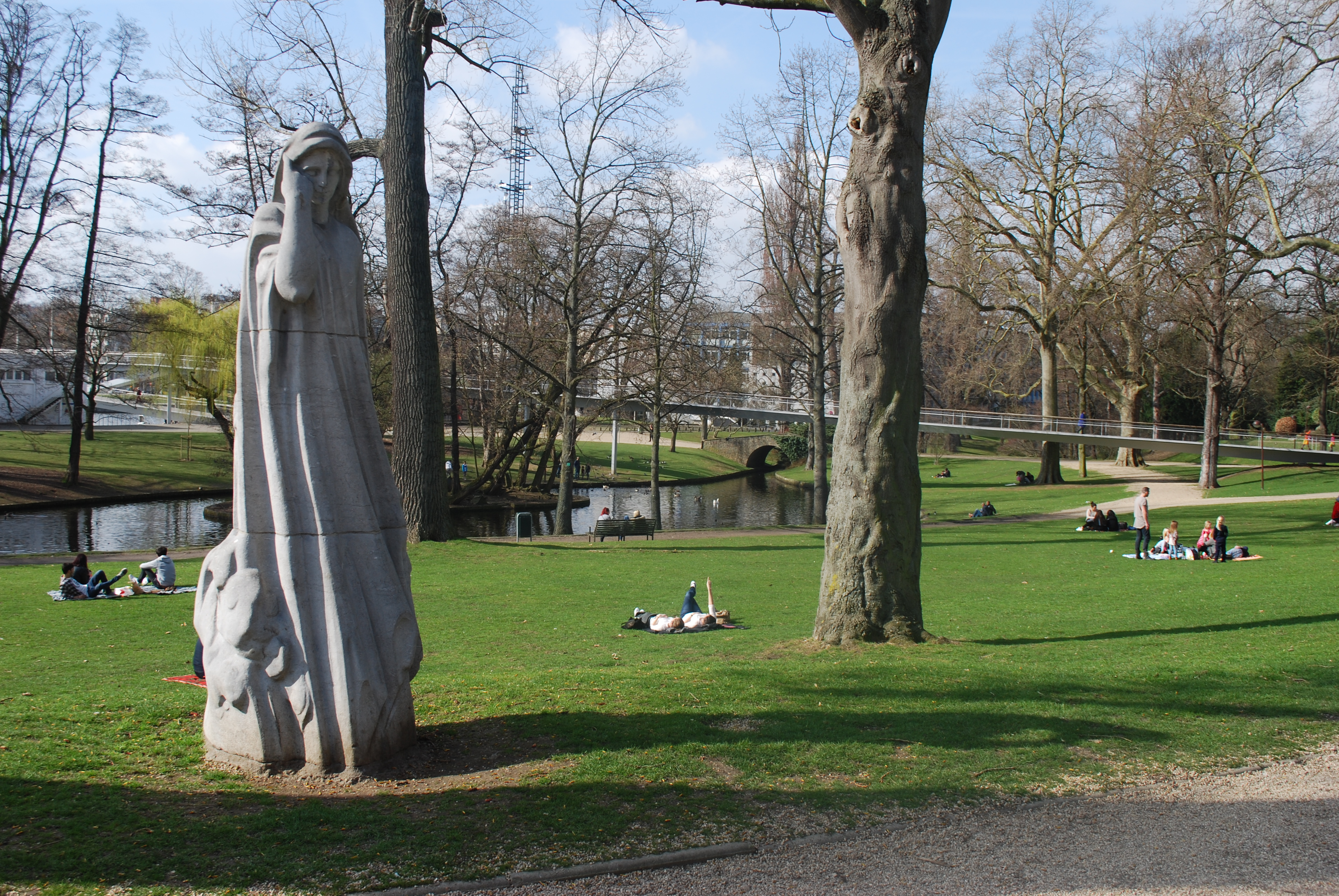
La Légende monument à la mémoire de l'auteur au cœur du parc de la Boverie à Liège

De nombreux hommages ont été rendus à la mémoire de Nicolas Defrêcheux :
Plusieurs villes et communes lui ont consacré une rue, c'est le cas à Liège, à Grâce-Hollogne, à Herstal, à Heusy, à Louvain-La-Neuve, à Schaerbeek (voir Rue Nicolas Defrêcheux).
À Liège, vers 1895, un projet d'édification de monument à la mémoire de l'auteur avait été mis sur pied. Le projet final rassemblait quatre allégories et plusieurs personnages issus des poèmes de Defrêcheux, ainsi que le portrait de l'auteur en médaillon. Finalement, seule l'allégorie nommée La Légende a vu le jour. À l'heure actuelle, elle est toujours située au cœur du parc de la Boverie à Liège.
Dans son Anthologie de la littérature wallonne, Maurice Piron l'épingle comme étant "le plus connu des poètes dialectaux de Wallonie. [...] Defrêcheux n'en constitue pas moins un fait d'influence capital, un tournant décisif dans l'évolution de nos lettres dialectales".
Édith Piaf, lors d'une tournée à Liège avec Les Compagnons de la chanson (vers 1947), avait entendu cette chanson et en avait été bouleversée. Elle l'interprète en wallon liégeois dans l'un de ses disques et en a également réalisé une version adaptée en français, sous le titre Gilles a perdu [sic] . On retrouve également cette chanson sur son album CD "Piaf chante Piaf", produit en 2005, accompagnée de la mention "Folklore hollandais" (sic). Ce titre, que l'on retrouve inscrit tel quel sur la pochette du disque, peut surprendre mais il s'agit d'une transposition littérale de la version wallonne Dji l'a pièrdou (je l'ai perdue), pour tenter de conserver les sonorités. Edith Piaf ne le mentionne pas dans l'enregistrement sonore. 
De nombreux artistes wallons reconnus ont interprété cette chanson célèbre, parmi lesquels Jules Bastin.